# 坂東三津五郎 (初代)
初代 坂東 三津五郎（しょだい ばんどう みつごろう、1745年（延享2年） - 1782年5月21日（天明2年4月10日））は、江戸中期の歌舞伎役者。屋号は大和屋。俳名は是業。
大坂の生まれ、初め竹田巳之助と名乗って大坂浜芝居の竹田座に出演する。1766年には初代坂東三八の養子となり、1766年11月に養父と共に江戸に下って坂東三津五郎と改め、立役に転じ森田座で活躍。1777年には中村座に勤め、1782年には上上吉まで昇りつめるが、その年の4月10日に死去した。
容姿に優れ和事や実事、女方、武道、半道、所作事など幅広く万能な役者だった。